# Кан (титла)
Вижте пояснителната страница за други значения на Кан.
Кан е предполагаема титла, която се използва от някои български историци за обозначение на българските владетели до края на IX век, наместо традиционно приетата титла „хан“. Мнението на други изследователи в България е, че това всъщност е една титла, изписвана по два начина.

## История на употребата
В научни трудове и популярни публикации на български автори от края на XX и началото на XXI век започва да се използва формата кан вместо утвърдената дотогава хан. Самата титла „хан“, произлизаща от Централна Азия, е разпространена най-вече сред монголите и тюрките. Това разделение се популяризира поради тенденцията в българската прабългаристика към отричане на тюркския произход на прабългарите. В другите езици тази титла се възприема като една и не се разделя на две отделни титли, какъвто опит се прави в България.
Запазените каменни прабългарски надписи са изписани основно на средногръцки език. Само при двама владетели е налице транскрипция на въпросната владетелска титла на прабългарски език. Това са надписи от първата половина на IX век, в които българският владетел Омуртаг и синът му Маламир използват титлата „кана(с)убиги“. И при двамата владетелската титла е предадена с начална гръцка буква капа (к). В същото време и във византийските, и в домашните извори е налична производна прабългарска титла „кавхан“, чиято втора съставка започва предимно с хи (х). Подобно е положението с изписването на титлата „хаган/каган“.
Поради явната несигурност при транскрипцията, както и поради отсъствието на оригинален паметник на прабългарски, следва да се приеме, че титлата на прабългарските езически владетели вероятно се е произнасяла със звука „кх“ в началото на думата. В староруския език също се наблюдава тази несигурност: началото на думата хан се изписва различно, както с "к", така и с "х". По подобен начин („khan“) се изписва титлата и на редица други езици, като английски, немски, френски и др. И днес в редица централноазиатски тюркски езици, ползващи кирилицата, съществува специална буква Қ, която обозначава звукосъчетанието [кх].

## Спорове около терминологията
В паметни надписи през първата половина на IX век българският владетел Омуртаг, а след него и синът му Маламир използват титлата KANAΣYBIΓI (изписвана и като KANAΣYBHΓH и по още няколко начина), транслитерирано като „кана ювиги“, „канасюбиги“ и др.:(надписи 59 и 60)
Карел Шкорпил, един първите издатели на някои прабългарски надписи, разделя титлата на две съставки: КАНАС и ЮБИГИ, имайки предвид известната тюркска владетелска титла ХАН, а -АС е прието за гръцко окончание. Според Вилхелм Томашек ЮБИГИ е епитет със значение на „възвишен“, „славен“, който прилича на подобни кумански думи. Според Веселин Бешевлиев горният израз представлява собствената титла на прабългарски владетел. Според него буквата С не принадлежи към КАНА, а трябва да се причисли към ЮБИГИ, т.е. втората дума е гласяла СЮБИГИ от пратюркското „sü baši“, или целият израз е КАНА СЮБИГИ, което означава „велик кан (хан)“.
Според някои учени като ст.н.с. Божидар Димитров, проф. д-р Георги Бакалов „кан“ е правилната форма на титлата. Те приемат, че това е титла от индоевропейски произход, като я противопоставят на тюркската титла хан. Кан е изписано на петте мраморни ковчежета, които са положени в големи мраморни саркофази в Гробницата на българските владетели в църквата „Свети Четиридесет мъченици“ във Велико Търново.

## Други титли на прабългарски владетели
В надпис върху надгробна ара, намерен край с. Маломирово, Ямболско, описващ войната на Крум с Византия, е използвана титлата ΑΡΧΟΗ ΥΒΗΓΗ за обозначаване на българския владетел. Ясно се очертава гръцката титла „архонт“ пред прабългарското убиги.:(надписи I.c. и III.)
Кубрат – владетелят на Стара Велика България, притежава византийската титла „патриций“.
Телериг също е удостоен с тази титла, след бяството си във Византия. 
Тервел получава от византийския василевс титлата „кесар“ (цезар), заради помощта, която му оказва.:(надпис 81)
В апокрифната литература от Средновековна България се споменава и титлата „хаган“ по отношение на Борис I. След приемането на християнството и утвърждаването на славянския език и азбука в България Борис I става МНХАНЛЪ ВЕЛНКІН KNZZЪ БОЛГАРСКІН (Михаил, великий княз болгарский). В Именника на българските ханове, който е запазен в късни средновековни преписи с руска редакция, владетелите на Стара Велика България и гореспоменатите владетели на Дунавска България са наречени също със славянската титла „княз“.

## Алтернативни теории
Според някои български изследователи, след приемането на християнството и утвърждаването на славянската азбука в България великият хан (канасубиги) Борис I става княз Михаил. Това кара параисторика Димитър Съсълов да приеме, че титлата „княз“ в славянските езици е от прабългарски произход, а не произлиза от праславянското „кънѧѕь“ (kъnędzь). Така KNZZЪ (княз) произлиза от ΚΑΝΑΣ във владетелската титла ΚΑΝΑΣΥΒΗΓΥ. Морфологично, думите ΚΑΝΑΣ (гръцка азбука) и КНЗЗЪ (кирилица) са практически идентични. По този начин титлата ΚΑΝΑΣΥΒΗΓΥ (канасубиги) може да се преведе като „велик княз“.